# Gerd Brantenberg
Gerd Mjøen Brantenberg (nacida el 27 de octubre de 1941) es una autora, profesora y escritora feminista noruega.

## Biografía
Brantenberg nació en Oslo, pero creció en Fredrikstad. Estudió inglés, historia y sociología en Londres, Edimburgo y Oslo. Tiene un hovedfag (asignatura principal, equiparable a un máster) de inglés de la Universidad de Oslo, donde también estudió historia y ciencias políticas. Trabajó como lectora en escuelas secundarias noruegas y danesas, y también ocupó cargos en el sindicato de lectores (Norsk Lektorlag) y en el Sindicato de Autores de Noruega.
Trabajó de 1972 a 1983 en la Casa de la Mujer de Oslo. Fue miembro de la junta directiva de la primera asociación noruega para personas homosexuales, Forbundet av 1948, precursora de la Asociación Nacional Noruega para la Liberación de Lésbica y Gay. Ha establecido refugios para mujeres y ha trabajado en Lesbisk bevegelse (movimiento lésbico) tanto en Oslo como en Copenhague. En 1978 fundó un Foro de Mujeres literarias con el propósito de animar a las mujeres a escribir y publicar.
Desde 1982 se dedica a la escritura a tiempo completo. Ha publicado 10 novelas, 2 obras de teatro, 2 traducciones y muchas canciones políticas, y ha contribuido a numerosas antologías. Su novela más famosa es Egalias døtre ("Las hijas de Egalia"), que se publicó en 1977 en Noruega. En la novela, la mujer se define como el sexo normal y el hombre como el sexo anormal y subyugado. Todas las palabras que normalmente están en forma masculina se dan en forma femenina y viceversa.
En la década de 1970, Brantenberg tenía una relación lésbica con la escritora danesa Vibeke Vasbo, quien se fue con ella en Oslo en 1974.

## Premios y reconocimientos
Recibió el premio literario Mads Wiel Nygaards en 1983. En 1986 recibió el premio literario danés "Thitprisen", que lleva el nombre de la autora danesa Thit Jensen. 

## Publicaciones
- Lo que viene naturalmente (Londres, 1986)
- Las hijas de Egalia (Seattle, 1986)
- Los cuatro vientos (Seattle, 1996)